# Palazzo Venturi Ginori
Palazzo Venturi Ginori si trova a Firenze in via della Scala 83-85. È il palazzo annesso ai giardini degli Orti Oricellari.

## Storia e descrizione

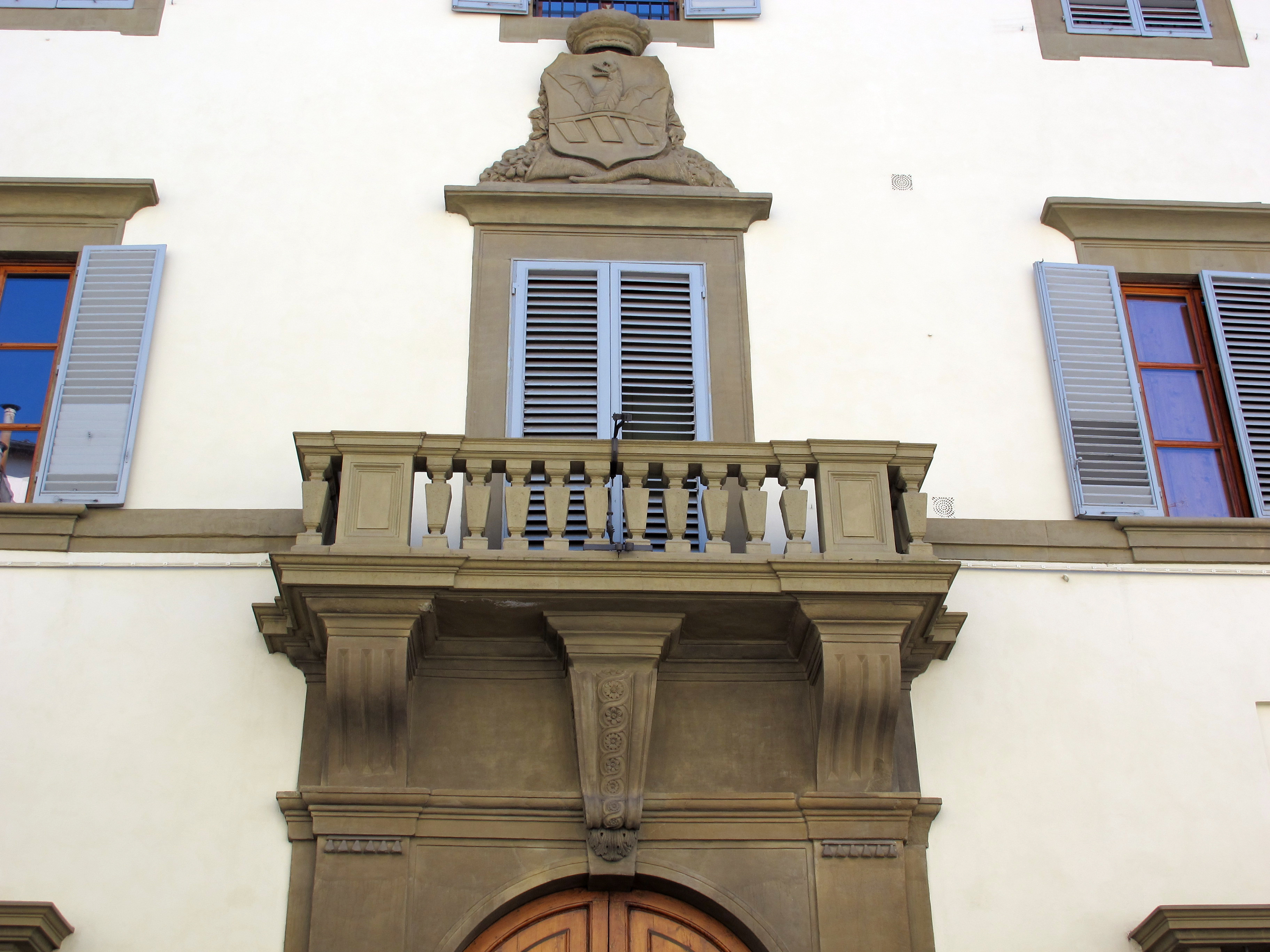
Il portale

### I Rucellai
Fu fatto costruire nel 1498 da Bernardo Rucellai su terreni acquistati nel 1482 da sua moglie Nannina de' Medici, in una zona che all'epoca era scarsamente edificata, nel "pantano di Ripoli" dove esistevano gli stabilimenti lanieri dell'ordine degli Umiliati. Tra il 1483 e il 1490 altri poderi vengono aggiunti alla proprietà, e da zona di produzione ortofrutticola, il terreno venne trasformato in zona residenziale, con la costruzione, dal 1500 circa, di un "casino di delizia". Vasari attribuì il progetto direttamente all'Alberti, un'ipotesi oggi inverificabile, sebbene sia evidente l'ispirazione alle più avanzate indicazioni del De re aedificatoria.
In quel periodo i Rucellai crearono anche il giardino, dove fu presto ospitata l'Accademia Neoplatonica, fondata da Cosimo il Vecchio nella sua villa di Careggi nel XV secolo ed alla quale appartennero Marsilio Ficino, Agnolo Poliziano, Pico della Mirandola, Bartolommeo Scala, il Trissino, Jacopo da Diacceto, Luigi Alamanni, Niccolò Machiavelli e tanti altri.
Il palazzo fu poi ereditato nel 1514 dai figli di Bernardo, Palla e Giovanni. Nel 1516 essi ricevettero il loro cugino, papa Leone X, in onore del quale venne rappresentata la tragedia Rosmunda, scritta dallo stesso Giovanni. Quando i Medici, nel 1527 furono espulsi da Firenze, il partito degli "Arrabbiati" saccheggiò il palazzo, distruggendo gran parte dei tesori d'arte raccolti nella proprietà. Con il ritorno dei Medici il circolo intellettuale venne visto con sospetto, per via delle congiure vere o sospettate che vi venivano disegnate, nelle quali restò coinvolto anche Niccolò Machiavelli. Chiusa l'Accademia, a Palla Rucellai restò comunque il palazzo e i magnifici giardini "Oricellari", in cui nel 1534 ricevette l'imperatore Carlo V e, per un certo periodo, tenne a dimora Filippo Strozzi.
Quattro-cinquecentesco è il tabernacolo con la Madonna col Bambino di Andrea della Robbia posto in un'elegante edicola di pietra sulla cantonata del palazzo tra via della Scala e via degli Orti Oricellari.

### I Medici
I figli di Palla vendettero il palazzo e gli Orti Oricellari a Bianca Cappello nel 1573, che ne fece un luogo di svago per sé e per il suo amante (poi marito) Francesco I de' Medici: qui ad esempio venivano rappresentate burle teatrali con le invenzioni scenografiche di Bernardo Buontalenti.

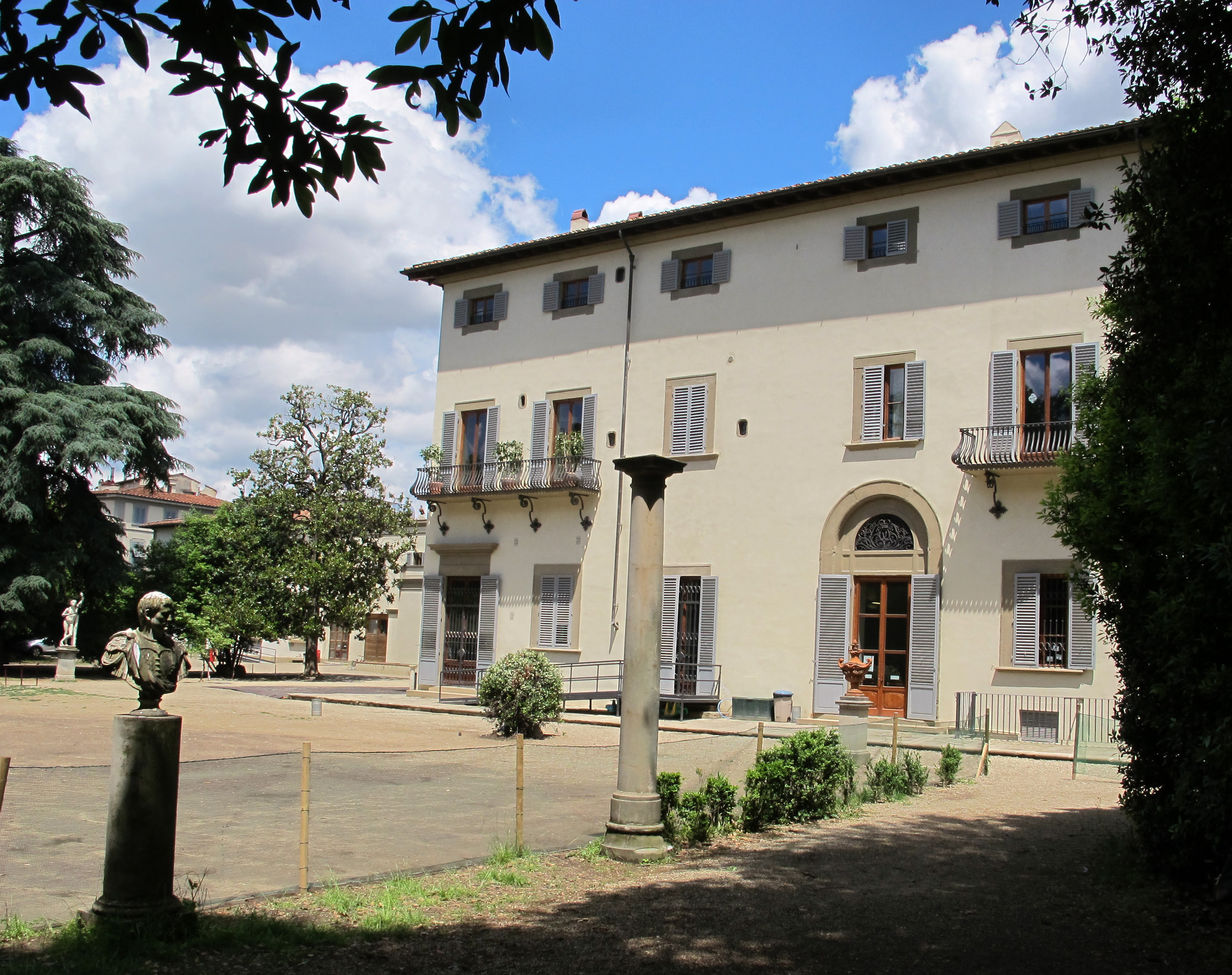
Veduta dal giardino

Alla morte di Bianca il casino passò a suo figlio (vero o presunto) don Antonio de' Medici, alla cui morte tornò tra i beni granducali di Ferdinando II de' Medici. Nella prima metà del Seicento fu oggetto di un dono alla famiglia Orsini, ma tornò poi ancora ai Medici e nel 1640 Ferdinando lo donò questa volta al fratello Giovan Carlo de' Medici, cardinale dal 1645.
Fu il nuovo proprietario, definito un "vero principe barocco", a riportare la residenza ai fasti del passato. Appassionato di tutti gli aspetti artistici e festosi dell'esistenza, si dedicò alle partite di caccia, al teatro, alla musica, alla pittura, alla scultura e al giardinaggio. Molto tempo venne dedicato all'ingrandimento e abbellimento della residenza, che in quell'epoca fu dotata delle sue decorazioni più celebri: gli affreschi al pian terreno di Pietro da Cortona (Allegoria della Quiete nella camera da letto, 1643) e di Angelo Michele Colonna (Sala dell'Aurora, 1652), la facciata verso il giardino col portale decorato da mascheroni e festoni di frutta (attribuita a Ferdinando Tacca o Alfonso Parigi il Giovane), la grotta nei sotterranei con concrezioni calcaree e conchiglie.
Anche il giardino si arricchì notevolmente, con fontane, ornamenti grotteschi, uno stanzone per i vasi, e una straordinaria quantità di fiori e piante rare, all'epoca molto famosi. Ma l'opera forse più emblematica di quell'epoca è l'antro ricoperto di rocce spugnose, dove in tre nicchie venne collocata le statue di Eolo e i suoi figli, con giochi d'acqua alimentati da un sistema di irrigazione che si allacciava alle sorgenti nella collina di Boboli, dall'altra parte dell'Arno. Il tutto aveva il suo culmine nel laghetto dove si specchiava la scultura colossale di Polifemo che beve dall'otre, opera di Antonio Novelli fatta in muratura con armature di ferro e tubature per l'afflusso e il deflusso delle acque, il tutto stuccato e verniciato di bianco a imitazione del marmo. Il colosso, sebbene non spruzzi più acqua, è ancora esistente, mentre la vasca venne successivamente interrata.

### I Ridolfi
Alla morte del cardinale, nel 1663, il palazzo fu venduto per pagare i suoi debiti e fu acquistato, nel 1669, dal marchese di Montescudaio Ferdinando Ridolfi, il quale lo fece ingrandire da Pier Francesco Silvani, a più riprese fino al 1720 circa. L'antico palazzo fu raddoppiato nelle dimensioni, richiedendo una nuova facciata su via della Scala (1679), a nove assi con il balcone sopra il portone.
Dal 1747 al 1853, passato agli Stiozzi Ridolfi, il complesso conobbe ulteriori cure: in particolare fu ampliato il giardino secondo lo stile romantico.
Il De Cambray-Digny intervenne anche sul palazzo per adeguarlo al esigenze del tempo (1810-1816); nel 1831 fu inoltre aggiunta la lunga ala a nord ad uso di archivio e biblioteca. Le piante e le vedute eseguite da Emilio Burci e pubblicate nel 1832 rendono conto della complessità e del pregio del progetto.

### Vicende successive

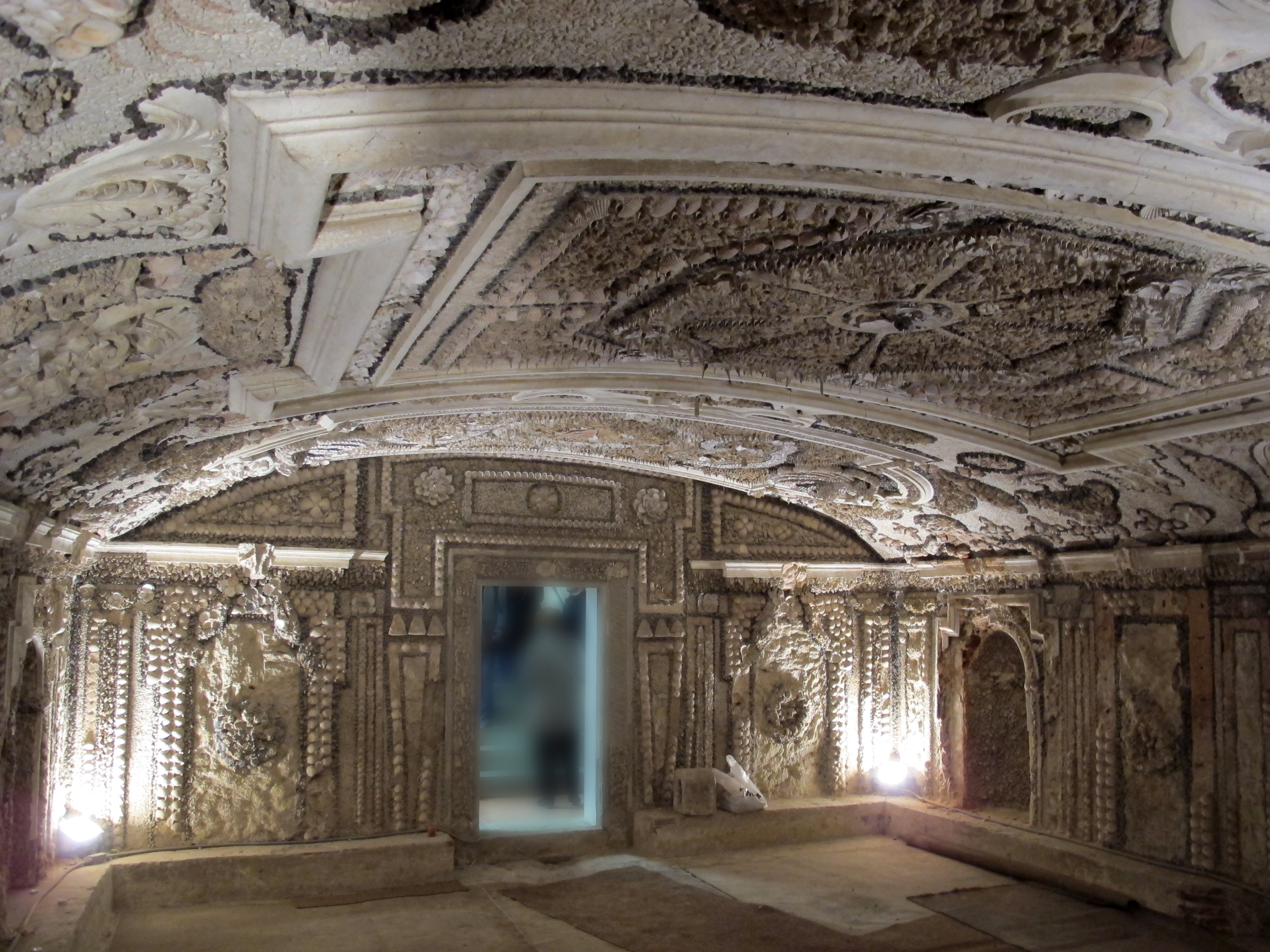
La grotta "del Cardinale", sotto quella che era la camera da letto di Giovan Carlo de' Medici

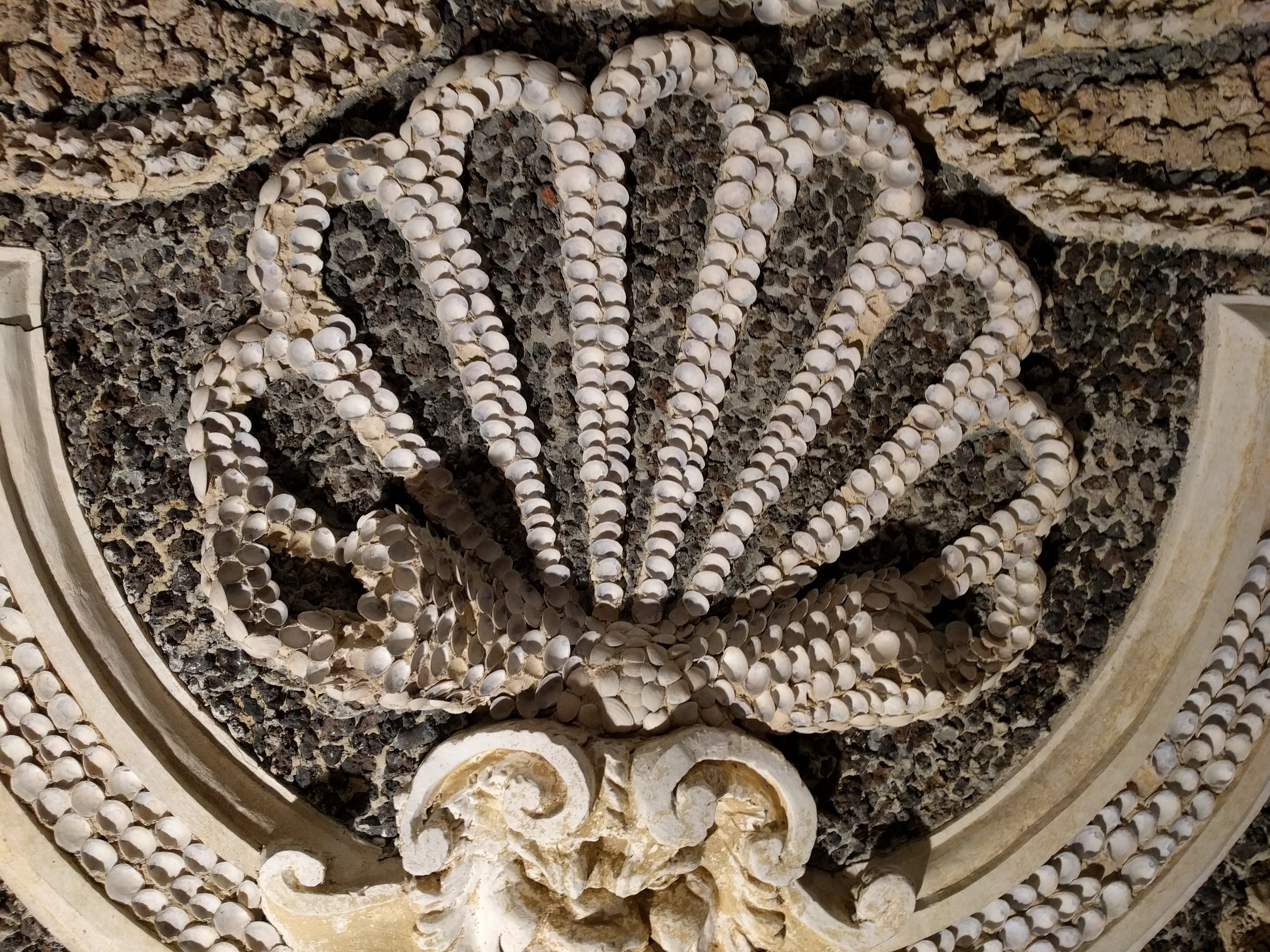
Particolare della decorazione della Grotta del Cardinale

Dopo due secoli circa il palazzo cambiò nuovamente proprietari. Nel 1854 fu acquistato dai Boncompagni-Ludovisi, principi di Piombino, poi rivenduto alla principessa Orloff nel 1861, che lo fece ristrutturare da Giuseppe Poggi. L'architetto del futuro "Risanamento di Firenze" creò un nuovo ingresso per le carrozze da via della Scala, rifece l'atrio, lo scalone, il cortile (riutilizzando capitelli cinquecenteschi), la loggetta con serliana sul giardino, e riordinò la facciata di Pierfrancesco Silvani, sostituendo le mensole originarie. A questi anni si deve inoltre la creazione di un ampio salone decorato con medaglioni di uomini illustri, modellati da Leopoldo Costoli.
Dopo la morte della principessa, gli eredi, tra il 1890 e il 1900, vendettero prima gli arredi e poi smembrarono il giardino: una parte fu acquistata dai marchesi Venturi-Ginori, e un'altra dall'appaltatore di opere pubbliche Ferdinando Cesaroni, dando origine a una frattura dell'originario insieme tuttora permanente.
Con l'apertura della nuova via Bernardo Rucellai (completata entro il 1896) l'antica proprietà fu inoltre ridotta e frammentata, facendo perdere la dimensione unitaria del complesso e del suo giardino, sul quale nei decenni successivi (dalla parte dei numeri dispari della strada) sorsero alcuni edifici religiosi (chiesa dell'Adorazione Perpetua e chiesa episcopale americana).
Per quanto riguarda la storia più recente si segnala un intervento di restauro della facciata nel 1908, l'ingrandimento di una finestra del mezzanino su via degli Orti Oricellari nel 1910; il restauro del tabernacolo tra via della Scala e via degli Orti Oricellari nel 1918.
Fino a pochi anni fa il palazzo era sede di un istituto bancario, e momentaneamente affittato dal Lycée International Victor Hugo (scuola franco-italiana di Firenze) ospitando allievi dall'asilo al liceo.
Il complesso appare nell'elenco redatto nel 1901 dalla Direzione Generale delle Antichità e Belle Arti, quale edificio monumentale da considerare patrimonio artistico nazionale.

## Bibliografia

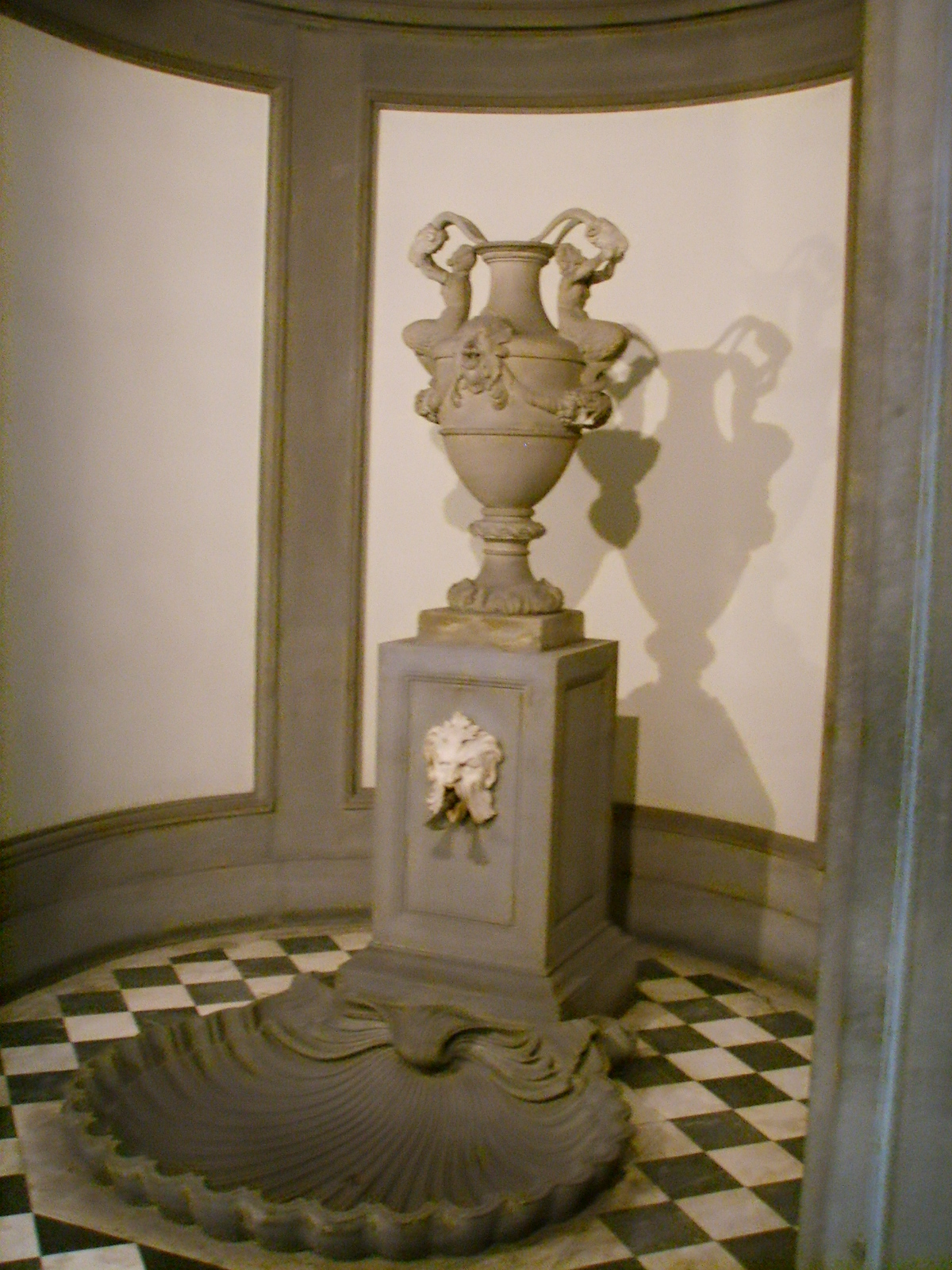
Un piccolo ninfeo interno

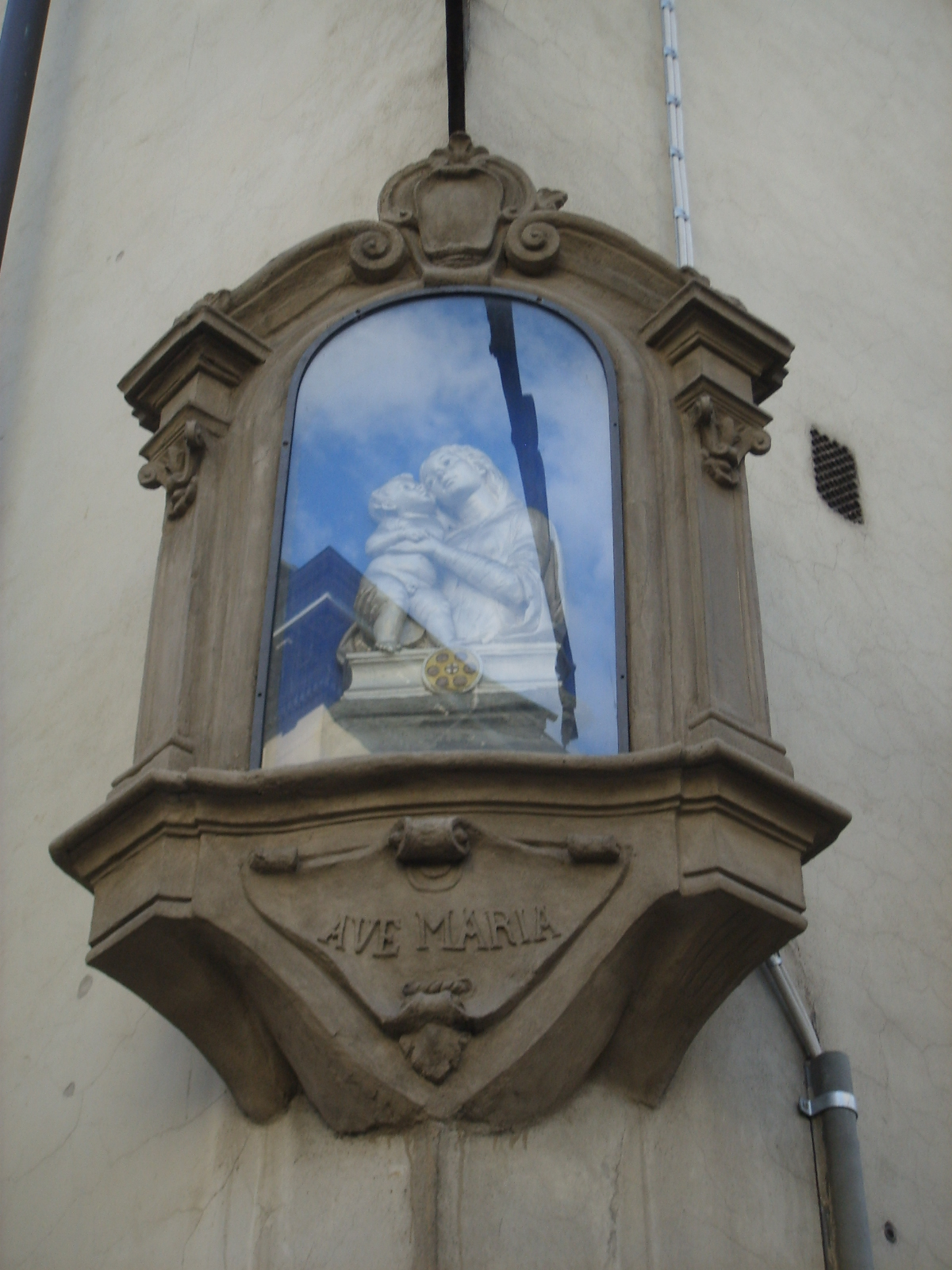
Il tabernacolo robbiano